# Цорци, Марино
Марино Цорци (итал. Marino Zorzi; ок. 1231, Венеция — 3 июля 1312, там же) — 50-й венецианский дож, из знатного венецианского рода Цорци. Избран 23 августа 1311 и правил вплоть до своей смерти 3 июля 1312 года.
Считался очень набожным человеком, в связи с чем был послом республики у римского папы.
Избран на пост дожа Венеции в преклонном 80-летнем возрасте, для уменьшения напряженности в городе в результате ухудшившихся из-за захвата Венецией города Феррары в 1308—1309 годах отношений с Римом и ряда внешнеполитических провалов политики его предшественника Пьетро Градениго, свергнутого и убитого в результате заговора недовольной знати республики во главе с Бьямонте Тьеполо.
Правление Марино Цорци длилось всего одиннадцать месяцев. Уже при жизни его считали святым.